# Примус, Брент
Брент При́мус (англ. Brent Primus; 12 апреля 1985, Юджин) — американский боец смешанного стиля, представитель лёгкой весовой категории. Выступает на профессиональном уровне начиная с 2010 года, известен по участию в турнирах бойцовской организации Bellator MMA, владел титулом чемпиона Bellator в лёгком весе.

## Биография
Брент Примус родился 12 апреля 1985 года в городе Юджин, штат Орегон. Во время учёбы в старшей школе играл в футбол, в частности помог своей команде выиграть чемпионат штата. Позже увлёкся бразильским джиу-джитсу и уже через шесть лет получил в этой дисциплине чёрный пояс.
В течение некоторого времени выступал в смешанных единоборствах на любительском уровне, одержав пять побед и потерпев одно поражение, после чего в сентябре 2010 года дебютировал среди профессионалов — заставил своего соперника сдаться, применив на нём удушающий приём сзади. Первое время выступал в местных небольших промоушенах, таких как BKP и Midtown Productions, а в 2013 году подписал контракт с крупной американской организацией Bellator MMA.
В своём дебютном поединке в Bellator выиграл сдачей у Скотта Тометца, далее последовали победы над Бреттом Глассом и Крисом Джонсом. Примус не дрался около полутора лет, но в августе 2015 года всё же вернулся в ММА и раздельным решением судей победил Дерека Андерсона. В 2016 году отметился победой раздельным решением над бразильцем Глеристони Сантусом .
Благодаря череде удачных выступлений удостоился права оспорить титул чемпиона Bellator в лёгкой весовой категории, который на том момент принадлежал Майклу Чендлеру. Чемпионский бой между ними состоялся в июне 2017 года — уже в первом раунде удачным лоукиком Примус повредил Чендлеру ногу, и врачи посчитали, что тот не может продолжить поединок — был зафиксирован технический нокаут, и таким образом Брент Примус стал новым чемпионом организации.
В декабре 2018 года состоялся повторный поединок с Майклом Чендлером. На сей раз Чендлер доминировал в борьбе во всех пяти раундах и победил единогласным решений судей — таким образом Примус потерпел первое в профессиональной карьере поражение и лишился чемпионского титула.

## Статистика в профессиональном ММА
| Боёв 19  | Побед 15 | Поражений 4 |
| -------- | -------- | ----------- |
| Нокаутом | 2        | 2           |
| Сдачей   | 8        | 0           |
| Решением | 5        | 2           |

| Результат    | Рекорд   | Соперник           | Способ                  | Турнир                                   | Дата             | Раунд | Время | Место                       | Примечание |
| ------------ | -------- | ------------------ | ----------------------- | ---------------------------------------- | ---------------- | ----- | ----- | --------------------------- | --- |
| Поражение    | 15-4 (1) | Гаджи Рабаданов    | KO (удары)              | PFL 10 (2024)                            | 29 ноября 2024   | 3     | 2:31  | Эр-Рияд, Саудовская Аравия  | Финал турнира PFL в легком весе 2024 года |
| Победа       | 15–3 (1) | Клэй Коллард       | Единогласное решение    | PFL 8 (2024)                             | 16 августа 2024  | 3     | 5:00  | Голливуд, Флорида, США      | Полуфинал турнира PFL 2024 в легком весе |
| Победа       | 14–3 (1) | Соломон Ренфро     | Сдача (удушение сзади)  | PFL 5 (2024)                             | 21 июня 2024     | 3     | 3:21  | Солт-Лейк-Сити, Юта, США    | Бой в промежуточном весе (156,4 фунта); Ренфро не уложился в вес |
| Победа       | 13–3 (1) | Бруно Миранда      | Сдача (удушение сзади)  | PFL 2 (2024)                             | 12 апреля 2024   | 2     | 1:49  | Лас-Вегас, Невада, США      | |
| Не состоялся | 12–3 (1) | Усман Нурмагомедов | Результат отменён       | Bellator 300                             | 7 октября 2023   | 5     | 5:00  | Сан-Диего, Калифорния, США  | Бой за титул чемпиона мира Bellator в лёгком весе. Первоначально победа решением Нурмагомедова; но решение было отменено после того, как его тест на запрещённое вещество дал положительный результат |
| Победа       | 12–3     | Мансур Барнауи     | Единогласное решение    | Bellator 296                             | 12 мая 2023      | 5     | 5:00  | Париж, Франция              | Четвертьфинал Гран-при Bellator в легком весе |
| Поражение    | 11–3     | Александр Шаблий   | TKO (удары)             | Bellator 282                             | 24 июня 2022     | 2     | 1:22  | Анкасвилл, Коннектикут, США | |
| Победа       | 11–2     | Бенсон Хендерсон   | Решением (единогласным) | Bellator 268: Немков - Энгликас          | 16 октября 2021  | 3     | 5:00  | Аризона, США                | |
| Поражение    | 10–2     | Ислам Мамедов      | Раздельное решение      | Bellator 263                             | 31 июля 2021     | 3     | 5:00  | Лос-Анджелес, США           | |
| Победа       | 10–1     | Крис Бунгард       | Сдача (ущемление шеи)   | Bellator 240                             | 22 февраля 2020  | 1     | 1:55  | Дублин, Ирландия            | |
| Победа       | 9-1      | Тим Вильде         | Сдача (гогоплата)       | Bellator: Birmingham                     | 4 мая 2019       | 1     | 1:20  | Бирмингем, Англия           | |
| Поражение    | 8-1      | Майкл Чендлер      | Единогласное решение    | Bellator 212                             | 14 декабря 2018  | 5     | 5:00  | Гонолулу, США               | Лишился титула чемпиона Bellator в лёгком весе. |
| Победа       | 8-0      | Майкл Чендлер      | TKO (остановлен врачом) | Bellator NYC                             | 24 июня 2017     | 1     | 2:22  | Нью-Йорк, США               | Выиграл титул чемпиона Bellator в лёгком весе. |
| Победа       | 7-0      | Глеристони Сантус  | Раздельное решение      | Bellator 153                             | 22 апреля 2016   | 3     | 5:00  | Анкасвилл, США              | |
| Победа       | 6-0      | Дерек Андерсон     | Раздельное решение      | Bellator 141                             | 28 августа 2015  | 3     | 5:00  | Темекьюла, США              | |
| Победа       | 5-0      | Крис Джонс         | TKO (удары руками)      | Bellator 111                             | 7 марта 2014     | 1     | 1:45  | Такервилл, США              | |
| Победа       | 4-0      | Бретт Гласс        | Сдача (удушение сзади)  | Bellator 109                             | 22 ноября 2013   | 1     | 3:20  | Бетлехем, США               | |
| Победа       | 3-0      | Скотт Тометц       | Сдача (удушение сзади)  | Bellator 101                             | 27 сентября 2013 | 1     | 3:48  | Портленд, США               | |
| Победа       | 2-0      | Рой Брэдшоу        | Сдача (удушение сзади)  | Midtown Productions: Midtown Throwdown 4 | 12 мая 2012      | 1     | 1:42  | Юджин, США                  | |
| Победа       | 1-0      | Крис Инсли         | Сдача (удушение сзади)  | BKP: Springfield Throwdown 1             | 24 сентября 2010 | 1     | 1:05  | Спрингфилд, США             | |